# Vickers F.B.5
A Vickers F.B.5 (Vickers Fighting Biplane 5) az Egyesült Királyság első sorozatban gyártott repülőgépe volt az első világháborúban, amely típusának neve „tolóhajó” volt.

## Leírása, jellemzői
Ez a kétüléses repülő volt az első brit vadászgép amelyet a német repülőgépek ellen gyártottak a Royal Air Corps-nak.  A Vickers-nek egy pilótája, volt valamint a gép legelejében elhelyezkedő lövész aki a mozgatható géppuskát kezelte. Bár nagy volt a tűzereje hátulról a gép túlságosan is sebezhető volt, mert semmilyen géppuskát nem telepítettek oda, illetve nem erősítették meg kellőképpen. Az FB. 5 helyébe hamarosan a brit hadsereg egy újabb fejlesztése, a fejlettebb Airco D.H.2. együléses vadászgép lépett. A Vickers F.B.5 vadészgéppel repült az angol ász Frederick James Powell.

## Vickers egységek
A Vickers F.B.5 az Egyesült Királyság 6 repülő egységében szolgált.
- 2. brit repülőszázad
- 5. brit repülőszázad
- 7. brit repülőszázad
- 11. brit repülőszázad
- 16. brit repülőszázad
- 18. brit repülőszázad

## Műszaki adatok (F.B.5)

### Geometriai méretek és tömegadatok
- Hossz: 8,28 m
- Fesztávolság: 11,13 m
- Magasság: 3,35 m
- Szárnyfelület: 35,5 m²
- Üres tömeg: 555 kg
- Maximális felszálló tömeg: 930 kg

### Hajtóművek
- Hajtóművek száma: 1 darab
- Típusa: Gnôme Monosoupape kilenchengeres dugattyús motor
- Teljesítmény: 75 kW (100 LE)

### Repülési adatok
- Legnagyobb sebesség: 113 km/h
- Szolgálati csúcsmagasság: 2743 m
- Hatótávolság: 403 km
- Szárnyfelületi terhelés: 26 kg/m²
- Teljesítmény/tömegarány: 0,08 kW/kg
- Repülési időtartam: 4 óra 30 perc

### Fegyverzet
- 1 darab .303 űrméretű (7,7 mm-es) Lewis Gun típusú géppuska a megfigyelő számára